# Brygophis coulangesi
Genre
Espèce
Synonymes
- Perinetia coulangesi Domergue, 1988

Statut de conservation UICN

 VU B1ab(ii,iii) : Vulnérable
Brygophis coulangesi, unique représentant du genre Brygophis, est une espèce de serpents de la famille des Lamprophiidae.

## Répartition
Cette espèce est endémique de l'île de Madagascar.

## Étymologie
Cette espèce est nommée en l'honneur de épidémiologiste Pierre Coulanges.

## Publications originales
- Domergue, 1988 : Notes sur les serpents de la région malgache. 8. Colubridae nouveaux. Bulletin du Muséum national d’Histoire Naturelle de Paris, vol. 10, n. 1, p. 135-146.
- Domergue & Bour, 1989 : Brygophis nom nouveau pour Perinetia Domergue, 1988, préemployé (Reptilia, Colubridae). Bulletin du Muséum national d’Histoire Naturelle de Paris, vol. 10, n. 4, p. 805-806.